# Kirsten Geelan
Kirsten Geelan (teljes nevén Kirsten Rosenvold Geelan; Aarhus, 1956. július 30. – ) dán diplomata, 2016 és 2020 között Dánia budapesti nagykövete volt.

## Pályafutása
1982-ben szerezte jogi diplomáját az Aarhusi Egyetemen, rövid időre egy ügyvédi irodában helyezkedett el, majd 1982-83 között a dán Mezőgazdasági Minisztériumban dolgozott. 1984 februárjában került a külügyminisztériumba, ahol 1986-tól a jogi osztály vezetője lett. Ugyanebben az évben a King’s College London jogi karán vett részt továbbképzésen, 1988-tól pedig oktatott is a Koppenhágai Egyetemen. 1990 és 1993 között Dánia londoni nagykövetségének első titkára, majd az Egyesült Nemzetek Szervezete és a Világbank mellett dolgozott, majd 1996-tól az ENSZ mellett működő dán misszió tanácsadója volt. 2000-től 2004-ig a dán Külügyminisztérium ENSZ- és Világbank osztályának vezetője volt. 2005-től 2009-ig Dánia nagykövete Észtországban, 2009-től 2011-ig nagykövet Bosznia-Hercegovinában, majd 2011-től 2014-ig a Ciprusi Köztársaságban. 2014-től Dánia katmandui nagykövetségét vezette, ő jelentette be megbízatása végén 2016-ban, hogy Dánia 25 év után bezárja nepáli képviseletét.
Magyarországon megbízólevelét 2016. október 3-án adta át Áder Jánosnak. Igen aktív a kapcsolatépítésben, célja volt, hogy meglátogassa és megismerje a jelentősebb magyar városokat, és gyakori vendég oktatási intézményekben is.
2020-tól malajziai nagykövet, utóda Budapesten Erik Vilstrup Lorenzen lett.